# هری تنبروک
هری تنبروک (انگلیسی: Harry Tenbrook؛ ‏ ۹ اکتبر ۱۸۸۷ – ۴ سپتامبر ۱۹۶۰) بازیگر اهل نروژ بود.
هنری اولاف هانسن در کریستینیا (اسلو کنونی) نروژ به دنیا آمد. خانواده او در سال ۱۸۹۲ به ایالات متحده مهاجرت کردند.
از فیلم‌هایی که وی در آن نقش داشته است، می‌توان به دلیجان، مردان بدون زنان، ماری ملکه اسکاتلند و مهمان سیزدهم اشاره کرد.